# Oxyopes timorianus
Oxyopes timorianus är en spindelart som först beskrevs av Charles Athanase Walckenaer 1837.  Oxyopes timorianus ingår i släktet Oxyopes och familjen lospindlar. Inga underarter finns listade i Catalogue of Life.